# Tibiotarse

Squelette d'un pigeon. Les numéros 10 et 11 désignent les tibiotarses.

Le tibiotarse est le grand os entre le fémur et le tarsométatarse de la patte des oiseaux. C'est la fusion de la partie proximale du tarse avec le tibia.
Une structure similaire est également apparue chez les Heterodontosauridae du Mésozoïque. Ces petits dinosaures ornithischiens n'avaient aucun lien avec les oiseaux et la similitude de leurs os du pied sont un cas d'évolution convergente.